# Gavião-azul
Bútio-ardósia ou gavião-azul (Buteogallus schistaceus) é um gavião da família dos acipitrídeos, que ocorre da Venezuela à Bolívia e norte do Brasil, em beira de rios e lagos. A espécie chega a medir 46 cm de comprimento, com plumagem cinza-ardósia, cera e pernas alaranjadas e cauda com uma faixa branca.

## Características
Mede de 41 a 46 cm de comprimento.

## Alimentação
Localmente comum, mas pouco estudado, ataca cobras aquáticas e arborícolas, sapos e caranguejos à beira de águas rasas de manguezais. Arremete a partir de poleiros baixos ou do estrato médio. Possivelmente ataca bandos de macacos-de-cheiro e arenas do galo-da-serra (Rupicola rupicola) nas florestas.

## Habitat
Típico de florestas tropicais próximas à água, é encontrado em matas de várzea, matas de galeria, rios e riachos florestados, lagoas e em manguezais de “mangue-branco”, ao contrário de outros gaviões do gênero Buteogallus, que preferem áreas tomadas pelo “mangue-vermelho”.

## Distribuição Geográfica
Está presente em grande parte da Amazônia brasileira, com exceção da parte leste e sul da região. Também ocorre na Venezuela, Colômbia, Peru e Equador.